# Jocelyne Caron
Pour les articles homonymes, voir Caron.
Jocelyne Caron (née le 23 avril 1951 à Verdun) est une femme politique québécoise. Elle est députée péquiste de Terrebonne de 1989 à 2007.

## Biographie
Mme Caron a obtenu un diplôme d'études collégiales du Collège Marguerite-Bourgeoys, un brevet d'enseignement de musique du Conservatoire de musique de Montréal et un baccalauréat en enseignement secondaire, option histoire, de l'Université du Québec à Montréal. Elle a été enseignante à la Commission scolaire des Manoirs de 1973 à 1982. Elle a ensuite été attachée politique au bureau du député de Terrebonne (1981-1989) et a exercé la fonction de députée de Terrebonne durant quatre mandats, de 1989 à 2007.
Mme Caron est une féministe qui défend ardemment le droit des femmes ; elle a été représentante de l'Opposition officielle en cette matière lors de la 37e législature. Elle a aussi refusé le poste de vice-présidente de l'Assemblée nationale pour devenir leader en Chef du gouvernement (36e législature). Elle devint alors une pionnière dans ce domaine puisqu’aucune femme n’avait exercé cette fonction auparavant. Lors de la course à la direction du Parti québécois de 2005, Mme Caron appuie Pauline Marois, une de ses amies de longue date. Elle était très impliquée dans sa communauté ; elle a fondé la commission jeunesse de Terrebonne, qui visait à prendre le pouls des jeunes sur différents sujets, en plus d'être impliquée avec l’organisme Cultures à partager.
Mme Caron a été défaite par Jean-François Therrien lors des élections générales du 26 mars 2007. Elle a subi la vague adéquiste, qui s'est fait ressentir dans toute la couronne nord de Montréal.
Elle est nommée régisseuse de la Régie des alcools, des courses et des jeux le 4 août 2008. Elle est également élue vice-présidente de la Conférence des juges administratifs du Québec en 2016.
Son oncle était Lucien Caron.

## Distinctions et prix
Elle est récipiendaire, en 2005, de la Médaille de l'Assemblée nationale.
Elle est Commandeur de l'Ordre de la Pléiade depuis le 22 novembre 2007. Elle a reçu l'Ordre de Terrebonne en 2018.